# Arrondissement Gent
Het arrondissement Gent is het grootste van de zes arrondissementen van Oost-Vlaanderen in België en omvat 17 gemeenten. Het arrondissement heeft een oppervlakte van 905,69 km² en telde 575.887 inwoners op 1 januari 2025. De hoofdstad ervan, dichtst bevolkt, is Gent, tevens hoofdstad van de provincie Oost-Vlaanderen.

## Geschiedenis
Het arrondissement Gent ontstond in 1800 als eerste arrondissement in het Scheldedepartement. Het bestond oorspronkelijk uit de kantons Deinze, Eeklo, Evergem, Gent, Kruishoutem, Lochristi, Nazareth, Nevele, Oosterzele, Waarschoot en Zomergem.
In 1803 werd het kanton Eeklo afgestaan. Dit kanton werd samengevoegd met het arrondissement Sas-van-Gent tot het nieuwe arrondissement Eeklo.
In 1818 werd het kanton Kruishoutem afgestaan aan het arrondissement Oudenaarde.
In 1921 werden gebiedsdelen van Laarne en Kalken van het arrondissement Dendermonde aangehecht om zo de nieuwe gemeente Beervelde te vormen.
In 1927 werden gebiedsdelen van Kluizen, Ertvelde en Zelzate van het arrondissement Eeklo aangehecht met het oog op de uitbreiding van de Gentse haven.
In 1977 werd de toen opgeheven gemeente Ertvelde ,waar ondertussen sinds 1965 ook Kluizen deel van uitmaakte, van het arrondissement Eeklo aangehecht.
Het arrondissement was tot 2014 zowel een bestuurlijk als een gerechtelijk arrondissement. Het gerechtelijk arrondissement Gent bevatte ook alle gemeenten in het bestuurlijk arrondissement Eeklo. In 2014 is het gerechtelijk arrondissement Gent opgegaan in het gerechtelijk arrondissement Oost-Vlaanderen.
Op 1 januari 2019 ontstonden enkele nieuwe fusiegemeenten. Knesselare werd bij Aalter gevoegd, Nevele bij Deinze en Waarschoot, Lovendegem en Zomergem vormden alle drie samen Lievegem. Hiermee verminderde het aantal gemeenten in het arrondissement van 21 naar 17.
Op 1 januari 2025 vindt in België een tweede golf van gemeentefusies plaats, waarbij het aantal gemeenten verder wordt verminderd van 17 naar 13
De volgende wijzigingen treden in werking:
- Wachtebeke wordt samengevoegd met Lochristi.
- Merelbeke en Melle vormen samen de nieuwe fusiegemeente Merelbeke-Melle.
- Nazareth en De Pinte worden de fusiegemeente Nazareth-De Pinte.
- Moerbeke-Waas wordt geïntegreerd in Lokeren. Deze fusie heeft ook hogerop administratieve impact, aangezien Moerbeke-Waas verhuist van het arrondissement Gent naar het arrondissement Sint-Niklaas, waartoe Lokeren al behoort.

## Structuur
| Gent             | Gent             | Supranationaal         | Nationaal              | Nationaal                         | Gemeenschap               | Gewest                    | Provincie                 | Arrondissement  | Provinciedistrict | Kanton          | Gemeente        | District         |
| ---------------- | ---------------- | ---------------------- | ---------------------- | --------------------------------- | ------------------------- | ------------------------- | ------------------------- | --------------- | ----------------- | --------------- | --------------- | ---------------- |
| Administratief   | Niveau           | Europese Unie          | België                 | België                            | Vlaanderen                | Vlaanderen                | Oost-Vlaanderen           | Gent            | Gent              | Gent            | 17              | -                |
| Administratief   | Bestuur          | Europese Commissie     | Belgische regering     | Belgische regering                | Vlaamse regering          | Vlaamse regering          | Deputatie                 | Deputatie       | Deputatie         | Deputatie       | Gemeentebestuur | Districtscollege |
| Administratief   | Raad             | Europees Parlement     | Senaat                 | Kamer van volksvertegenwoordigers | Vlaams Parlement          | Vlaams Parlement          | Provincieraad             | Provincieraad   | Provincieraad     | Provincieraad   | Gemeenteraad    | Districtsraad    |
| Kiesomschrijving | Kiesomschrijving | Nederlands Kiescollege | Nederlands Kiescollege | Kieskring Oost-Vlaanderen         | Kieskring Oost-Vlaanderen | Kieskring Oost-Vlaanderen | Kieskring Oost-Vlaanderen | Gent            | Gent Deinze       | 10              | 17              | -                |
| Verkiezing       | Verkiezing       | Europese               | Federale               | Federale                          | Vlaamse                   | Vlaamse                   | Provincieraads-           | Provincieraads- | Provincieraads-   | Provincieraads- | Gemeenteraads-  | Districtsraads-  |

| Kantons: | | |
| - Gent - Deinze - Destelbergen | - Evergem - Lochristi - Merelbeke | - Lievegem - Nazareth - Aalter |
| Gemeenten: | | |
| - Aalter - Deinze (stad) - Destelbergen - Evergem - Gavere | - Gent (stad) - Lievegem - Lochristi - Merelbeke-Melle | - Nazareth-De Pinte - Oosterzele - Sint-Martens-Latem - Zulte |
| Deelgemeenten: | | |
| - Aalter - Afsnee - Asper - Astene - Baaigem - Bachte-Maria-Leerne - Balegem - Beervelde - Bellem - Bottelare - De Pinte - Deinze - Destelbergen - Desteldonk - Deurle - Dikkelvenne - Drongen - Eke - Ertvelde - Evergem - Gavere - Gent - Gentbrugge - Gijzenzele - Gontrode - Gottem - Grammene - Hansbeke | - Heusden - Kluizen - Knesselare - Landegem - Landskouter - Ledeberg - Lemberge - Lochristi - Lotenhulle - Lovendegem - Machelen - Mariakerke - Meigem - Melle - Melsen - Mendonk - Merelbeke - Merendree - Moortsele - Munte - Nazareth - Nevele - Olsene - Oostakker - Oosterzele - Oostwinkel - Petegem-aan-de-Leie | - Poeke - Poesele - Ronsele - Schelderode - Scheldewindeke - Semmerzake - Sint-Amandsberg - Sint-Denijs-Westrem - Sint-Kruis-Winkel - Sint-Martens-Latem - Sint-Martens-Leerne - Sleidinge - Ursel - Vinderhoute - Vinkt - Vosselare - Vurste - Waarschoot - Wachtebeke - Wondelgem - Wontergem - Zaffelare - Zeveneken - Zeveren - Zevergem - Zomergem - Zulte - Zwijnaarde |

## Demografie

### Demografische evolutie
- Bron:NIS - Opm:1806 t/m 1980=volkstellingen; vanaf 1990= inwoneraantal per 1 januari
- Overheveling van de gemeente Moerbeke op 1 januari 2025 naar het arrondissement Sint-Niklaas door fusie met Lokeren

| Inwoners van jaar tot jaar op 1 januari 1992 tot heden | Inwoners van jaar tot jaar op 1 januari 1992 tot heden | Inwoners van jaar tot jaar op 1 januari 1992 tot heden |
| Jaar                                                   | Aantal                                                 | Evolutie: 1992=index 100                               |
| ------------------------------------------------------ | ------------------------------------------------------ | ------------------------------------------------------ |
| 1992                                                   | 488.763                                                | 100,0                                                  |
| 1993                                                   | 489.883                                                | 100,2                                                  |
| 1994                                                   | 490.283                                                | 100,3                                                  |
| 1995                                                   | 490.790                                                | 100,4                                                  |
| 1996                                                   | 491.741                                                | 100,6                                                  |
| 1997                                                   | 492.517                                                | 100,8                                                  |
| 1998                                                   | 493.329                                                | 100,9                                                  |
| 1999                                                   | 494.440                                                | 101,2                                                  |
| 2000                                                   | 495.368                                                | 101,4                                                  |
| 2001                                                   | 496.608                                                | 101,6                                                  |
| 2002                                                   | 498.631                                                | 102,0                                                  |
| 2003                                                   | 500.794                                                | 102,5                                                  |
| 2004                                                   | 502.492                                                | 102,8                                                  |
| 2005                                                   | 505.267                                                | 103,4                                                  |
| 2006                                                   | 508.996                                                | 104,1                                                  |
| 2007                                                   | 512.407                                                | 104,8                                                  |
| 2008                                                   | 516.906                                                | 105,8                                                  |
| 2009                                                   | 521.796                                                | 106,8                                                  |
| 2010                                                   | 527.248                                                | 107,9                                                  |
| 2011                                                   | 533.178                                                | 109,1                                                  |
| 2012                                                   | 535.904                                                | 109,6                                                  |
| 2013                                                   | 537.896                                                | 110,1                                                  |
| 2014                                                   | 541.310                                                | 110,8                                                  |
| 2015                                                   | 544.959                                                | 111,5                                                  |
| 2016                                                   | 550.372                                                | 112,6                                                  |
| 2017                                                   | 553.961                                                | 113,3                                                  |
| 2018                                                   | 556.916                                                | 113,9                                                  |
| 2019                                                   | 560.522                                                | 114,7                                                  |
| 2020                                                   | 564.042                                                | 115,4                                                  |
| 2021                                                   | 565.061                                                | 115,6                                                  |
| 2022                                                   | 568.880                                                | 116,4                                                  |
| 2023                                                   | 574.836                                                | 117,6                                                  |
| 2024                                                   | 578.015                                                | 118,3                                                  |
| 2025                                                   | 575.887                                                | 117,8                                                  |

## Economie

### Sociaal overleg
Op arrondissementsniveau zijn er twee overlegorganen tussen werkgevers- en werknemersorganisaties: de Sociaal-Economische Raad van de Regio (SERR) en het Regionaal Economisch Sociaal Overlegcomité (RESOC). De SERR Gent is bipartiet samengesteld en de RESOC Gent tripartiet, dit wil zeggen dat er ook vertegenwoordigers van de gemeenten en provincies aan deelnemen. Het bevoegdheidsgebied van de RESOC Gent en de SERR Gent komt overeen met de oppervlakte van het arrondissement. Beide overlegorganen komen op regelmatige basis samen.
RESOC Gent heeft onder meer de bevoegdheid om het streekpact op te stellen, dit is een strategische visie op de sociaaleconomische ontwikkeling van de streek met een duur van zes jaar. Daarnaast kunnen steden, gemeenten en de Vlaamse Regering het orgaan om advies vragen over sociaaleconomische kwesties. De twee voornaamste beleidsterreinen van het RESOC zijn economie en werkgelegenheid. RESOC Gent is samengesteld uit 8 vertegenwoordigers van de lokale werknemersorganisaties (ABVV, ACV en ACLVB), 8 vertegenwoordigers van de werkgeversorganisaties (Voka, UniZO, Boerenbond en Verso) en ten slotte 4 vertegenwoordigers van de gemeenten en 4 voor de provincie. Daarnaast kan RESOC Gent autonoom beslissen om bijkomende organisaties of personen uit te nodigen. Voorzitter van RESOC Gent is Sofie Bracke.
SERR Gent heeft als belangrijkste taak de verschillende overheden te adviseren over hun werkgelegenheidsinitiatieven voor de eigen streek. Daarnaast houdt de raad in de gaten hoe de werkgelegenheid zich ontwikkelt in de regio, met specifieke aandacht voor kansarme groepen.
Beide overlegorganen worden overkoepeld door het Erkend Regionaal Samenwerkingsverband (ERSV), een juridische hulpstructuur op provinciaal niveau, die verantwoordelijk is voor het personeels- en financiële beheer van de verschillende SERR's en RESOC's binnen de provincie Oost-Vlaanderen.
Aalst · Aarlen · Aat · Antwerpen · Bastenaken · Bergen · Borgworm · Brugge · Brussel-Hoofdstad · Charleroi · Dendermonde · Diksmuide · Dinant · Doornik-Moeskroen · Eeklo · Gent · Halle-Vilvoorde · Hasselt · Hoei · Ieper · Kortrijk · La Louvière · Leuven · Luik · Maaseik · Marche-en-Famenne · Mechelen · Namen · Neufchâteau · Nijvel · Oostende · Oudenaarde · Philippeville · Roeselare · Sint-Niklaas · Thuin · Tielt · Tongeren · Turnhout · Verviers · Veurne · Virton · Zinnik